# Trận Lagarde
Trận Lagarde (tiếng Đức: Gerden) là một trận đánh trên Mặt trận phía Tây thời Chiến tranh thế giới thứ nhất, đã diễn ra vào ngày 11 tháng 8 năm 1914, gần làng Lagarde, cách Nancy 20 dặm Anh về hướng đông, tại Lorraine thuộc Đế quốc Đức (Lagarde nay thuộc vùng biên giới của Pháp). Đây là một cuộc tấn công quyết định của Lữ đoàn Thương kỵ binh Bayern thuộc quân đội Đức nhằm vào một lữ đoàn thuộc Quân đoàn số 15 của quân đội Pháp, chọc thủng đội hình của lực lượng bộ binh Pháp và đẩy quân Pháp vào tầm hỏa lực của một khẩu đội pháo. Cuộc tiến công này đã gây thiệt hại nặng nề cho quân đội Pháp, trong đó có một số lượng tù binh lớn và một viên tướng tử trận. Trận thua này buộc quân Pháp phải triệt thoái về rừng Parroy về hướng đông bắc Luneville, chấm dứt thất bại cuộc thâm nhập của một lữ đoàn Pháp vào Lorraine.
Đây là một trong những trận đánh cuối cùng trong lịch sử chiến tranh, trong đó một lực lượng kỵ binh (với tầm cỡ lớn hơn một lữ đoàn) tấn công thắng lợi. Tuy nhiên, trận chiến Lagarde cũng đánh dấu một bước ngoặt mới: do thiệt hại nặng nề cho các đơn vị kỵ binh, vai trò của kỵ binh về sau đã bị hạn chế (trong bối cảnh chiến tranh chiến hào thời Chiến tranh thế giới thứ nhất).